# Cantó de Bras-Panon
El cantó de Bras-Panon és un cantó de l'illa de la Reunió, regió d'ultramar francesa de l'oceà Índic. Correspon exactament a la comuna de Bras-Panon.

## Història
| Data d'elecció | Identitat       | Partit |
| -------------- | --------------- | ------ |
| 2001 -         | Daniel Gonthier |        |

## Evolució demogràfica
| 1968  | 1975  | 1982  | 1990  | 1999  | 2006   |
| ----- | ----- | ----- | ----- | ----- | ------ |
| 5 533 | 5 941 | 6 945 | 8 455 | 9 671 | 11 028 |